# کری هن
کری هن (انگلیسی: Carrie Henn؛ زادهٔ ۷ مهٔ ۱۹۷۶) یک هنرپیشه اهل ایالات متحده آمریکا است.
از فیلم‌ها یا برنامه‌های تلویزیونی که وی در آن نقش داشته است می‌توان به بیگانه‌ها اشاره کرد.